# Добош Степан Васильович
Степан Васильович Добош (8 грудня 1912, с. Обава, нині Мукачівський район, Закарпаття — 23 лютого 1978, Пряшів, Словаччина) — один із засновників і перший ректор Ужгородського університету.

## Життєпис
Народився в родині півце-вчителя Василя Добоша та Меланії Маринець. Дитячі роки минули в селі Дубино.
Початкову освіту здобув в Нелипенській народній школі (1918–1923), по завершенні якої вступив до Мукачівської реальної гімназії. Серед викладачів гімназії на той момент домінували російські «біло»-емігранти та місцеві русофіли, тому й навчальний процес був наскрізь пройнятий цим духом. Це, безумовно, вплинуло на формування національних поглядів кожного гімназиста. Зі стін альма-матер юнак вийшов із твердим переконанням, що закарпатські русини є невід'ємною частиною російської нації.
Завершивши в 1931 році гімназійні студії, вирушив до Праги із наміром вступити до Карлового університету. Як стверджує біограф вченого Ілля Галайда, від'їжджаючи до столиці, Добош мав бажання навчатися на теологічному факультеті, оскільки лише там навчання було безкоштовним, однак незабаром відмовився від цієї ідеї через те, що не мав необхідних для священнослужителя голосових даних. Спочатку подав документи на медичний факультет, але врешті поступив на юридичний. Стати правником С.Добошу також не судилося, і вже через рік він перевівся на філософський факультет, який завершив у 1937 році.
По завершенні університету повернувся в рідний край, маючи бажання працювати на педагогічній ниві, але влаштуватися на роботу одразу не зміг. Шкільний реферат цивільної управи Підкарпатської Русі відмовив йому у працевлаштуванні, мотивуючи своє рішення тим, що в середніх навчальних закладах краю наразі немає вакансій. Лише в листопаді того ж року, коли на захист молодого філолога виступила газета «Наш путь», він був прийнятий викладачем (професором) руської мови в Берегівську гімназію. В умовах «мовного спору», який на той час вже набув свого апогею, педагогу-русофілу було важко (в моральному відношенні) працювати в суто українофільському навчальному закладі. Саме тому вже наступного року він переходить до Чинадієвської горожанської школи, директора якої, Івана Ковача, добре знав.
Після Віденського арбітражу (листопад 1938 р.), коли значна частина краю, включаючи Чинадієво, була передана Угорському королівству, С.Добош, залишаючись лояльним Чехословаччині, змушений був переїхати до Сваляви, де до березня 1939 року викладав в місцевій горожанці.
Із розпадом Чехословаччини та остаточним приєднанням Закарпаття до Угорського королівства, протягом 8 місяців залишався без роботи, оскільки нова влада вважала його «неблагонадійним». Лише в листопаді 1939 р. йому вдалося влаштуватися в Мукачівську гімназію, в котрій сам свого часу навчався. Тут він пропрацював до грудня 1944 року. У вересні-жовтні 1944 р. був зв'язковим партизанського з'єднання Василя Русина.
У перші дні визволення Мукачева від угорців городяни обрали його, як знаного педагога членом міської управи, а згодом — народного комітету Мукачева. 26 листопада він був присутній як гість на I З'їзді народних комітетів Закарпатської України, який ухвалив рішення про приєднання Закарпаття до СРСР.
У грудні 1944 р. на короткий час очолив колектив Мукачівської торговельної академії, а 7 січня 1945 став інспектором шкіл в м. Ужгороді.
У цей час увійшов до підготовчої комісії по створенню Ужгородського університету, а 27 вересня 1945 року наказом уповноваженого в справах освіти на нього було покладено обов'язки ректора університету.
У вересні та жовтні 1945 р. С.Добоша двічі викликають на допит в МДБ «СМЕРШ», після чого він виїхав у Чехословаччину.
Отримавши громадянство Чехословаччини, від листопада 1945 до останніх днів свого життя викладав в різних середніх та вищих навчальних закладах Чехословаччини: гімназіях Біджова (1945–1946), Пряшева (1946–1949), Липтовського Микулашу (1949–1951), Кошицькому медичному факультеті (1951–1953), Братиславському університеті (1953–1954), Вищій Школі педагогічній в Пряшеві (1954–1959), Кошицькому університеті ім. П. Й. Шафарика (1959–1978), в якому протягом 8 років очолював кафедру російської мови та літератури.
Помер 23 лютого 1978 року, коли в своєму домашньому кабінеті він завершував роботу над черговою наукою статтею.

## Громадська діяльність
У роки навчання в університеті проявив себе як здібний організатор студентського громадського життя: в 1935–1936 рр. був заступником голови, а в 1936–1937 рр. — головою «Центрального союза подкарпаторусских студентов», який об'єднував близько десяти організацій студентів-русинів. В 1936 р. його було обрано заступником голови Союзу чехословацьких студентів, протягом 1935–1936 років — працював заступником голови самоврядного комітету «Карпаторусского студенческого общежития» на Рів'єрі. Окрім цього у згаданий період брав діяльну участь у роботі гімназійно-студентських гуртків «Друг» в Мукачеві та «Родина» в Чинадієві, товариства карпаторуських студентів «Возрождение» та товариства карпаторуських православних студентів «Пролом» в Празі.
Будучи студентом, Степан робить перші кроки до участі в політичному житті краю — в 1935 році, як представник студентства, входить до правління «Русской национально-автономной партии» (РНАП), очолюваної найодіознішим політиком міжвоєнного Закарпаття Стефаном Фенциком. Причиною цього було, безумовно, те, що саме С.Фенцик на той момент був чи не єдиним впливовим крайовим діячем, що опікувався студентами. Так, до прикладу в 1936 році він заснував при «Центральном союзе подкарпаторусских студентов» благодійний фонд, з якого щороку виплачувалися соціальні стипендії малозабезпеченим студентам-русинам.
У перші дні звільнення Мукачева від угорців городяни обрали його як знаного педагога членом міської управи, а згодом — народного комітету Мукачева. 26 листопада він був присутній як гість на I P'їзді народних комітетів Закарпатської України, який ухвалив рішення про приєднання Закарпаття до СРСР. На з'їзді було сформовано Народну Раду Закарпатської України, на яку було покладено владні функції. Посаду уповноваженого Народної Ради в справах освіти обійняв відомий письменник та журналіст Іван Керча. Він доклав чимало зусиль до реформування системи освіти краю і переведення її на радянський зразок. До цього процесу Керча залучив і Степана Добоша, з яким товаришував ще навчаючись в гімназії та університеті.

## Наукова робота
У середині 30-х років Степан Добош заявляє про себе як талановитий публіцист — на сторінках крайової періодики публікує понад два десятки статей та повідомлень на студентську тематику, а також кілька перших літературознавчих розвідок.
У період життя у Мукачеві (1939–1945 рр.) він продовжує плідно займатися науковою роботою. Результатом його пошуків стала видана в 1942 році монографія «Исторія подкарпаторуськой литературы», яка є хоча й поверхневим, але багатим на фактичний матеріал дослідженням розвитку закарпатської літератури від найдавніших часів до 40-х рр. XX століття. Слід також відзначити, що С.Добош був затятим супротивником політики угорської влади щодо вирішення в Закарпатті мовного питання. Доказом цього є його участь у написанні разом із іншими відомими філологами (Г.Геровським, В.Крайняницею, П.Лінтуром та ін.) критичної рецензії на підручник «Грамматика угрорусского языка», виданого в 1940 р. начальником відділу освіти регентського комісаріату Карпатської території (так тоді офіційно іменувалося Закарпаття) Юлієм Мариною. Ця рецензія з'явилася окремою брошурою в 1941 році і стала однією з причин скорого вилучення підручника Ю.Марини зі шкільного вжитку.
Проживаючи на Пряшівщині С.Добош продовжує свої наукові пошуки — в 1952 році здобуває титул доктора філософії (Ph Dr), а в 1970 — вчений ступінь кандидата філологічних наук, в 1961 році йому було присвоєно вчене звання доцента. в цей період він публікує низку наукових статей з проблем історії закарпатської літератури, ряд підручників з російської мови для середніх шкіл, монографії «Адольф Иванович Добрянский. Очерк жизни и деятельности» (1956) та «Юлий Иванович Ставровский-Попрадов. Очерк жизни и творчества» (1975). Останні з названих праць окрім того, що були вершиною творчості Добоша-науковця, досі залишаються найґрунтовнішим з того, що коли-небудь писалося про закарпатських будителів. Наукові здобутки вченого були відзначені в 1976 р. премією ім. І.Франка Словацького літфонду, а в 1977 за багаторічну працю на педагогічній ниві він отримав звання Заслуженого вчителя.

## Ужгородський університет
На початку 1945 року розпочалася робота по створенню Ужгородського університету. Добош спочатку увійшов до підготовчої комісії, а 27 вересня 1945 року наказом уповноваженого в справах освіти на нього було покладено обов'язки ректора університету.
Відкриття Ужгородського університету відбулося 18 жовтня 1945 року. «Цей день — день нашої перемоги», — цими словами ректор привітав перших студентів новоствореного навчального закладу.